# Kamień (Łuków)
Pour les articles homonymes, voir Kamień.
Kamień (prononciation : [ˈkamjɛɲ]) est un village polonais de la gmina de Wola Mysłowska dans le powiat de Łuków de la voïvodie de Lublin dans l'est de la Pologne.
Il se situe à environ 6 kilomètres à l'est de Wola Mysłowska (siège de la gmina), 26 kilomètres à l'ouest de Łuków (siège du powiat) et 77 kilomètres au nord-ouest de Lublin (capitale de la voïvodie).
Le village comptait approximativement une population de 182 habitants en 2009.

## Histoire
De 1975 à 1998, le village est attaché administrativement à l'ancienne voïvodie de Siedlce.

Depuis 1999, il fait partie de la nouvelle voïvodie de Lublin.